# Perth (Skócia)
Perth (skót gael néven: Peairt) királyi város közép-Skóciában. A Tay folyó partján fekszik, közigazgatási főhadiszállása Perth és Kinross tanácsozási helyének. 1975-öt megelőzően Perth nagy autonómiával bíró város volt, és a korábbi Perthshire megye székhelye is egyben. 2012-ben city státuszt kapott.
Több gyarmati város is a Perth nevet kapta szerte a világon. A legnevezetesebb ezek közül a nyugat-ausztráliai Perth, amit Sir George Murray (a háború és a gyarmatok külügyminisztere, aki Perthben született) akaratára neveztek el.

## Kultúra

### Oktatási rendszer
Több iskola is található Perthben. Ilyen például a ST. John's Ált. iskola, Viewlands Ált. Isk., Oakbank Ált. Isk., Perthi Akadémia, Perthi Középiskola, St. Columba's and Perth Gimnázium.

## Híres személyek
- John Buchan (1875–1940), Kanada 15. főkormányzója
- Lisa Evans, labdarúgó
- Ewan McGregor, színész

## Testvérvárosok
- Aschaffenburg, Németország
- Bydgoszcz, Lengyelország
- Hajkou, Hajnan, Kína
- Perth, Kanada
- Pskov, Oroszország
- Cognac, Franciaország